# Historie rzymskie
Historie rzymskie – polskie tłumaczenie wyboru opowieści z Gesta Romanorum dokonane w XVI wieku.
Domniemane pierwsze wydanie, wydrukowane prawdopodobnie w Krakowie w 1540 w drukarni Szarfenbergów, nie zachowało się. Drugie, zachowane wydanie, zatytułowane Historie rozmaite z Rzymskich i z innych dziejów wybrane z wykłady ich obyczajnymi, ludzi ku rozmiłowaniu mądrości i też innych cnot przywodzące, pochodzi z 1543. Dzieło było wielokrotnie wznawianie do XVIII wieku. Język przekładu ma duże walory artystyczne.
Historie są przekładem utworów zawartych w Gesta Romanorum, popularnych w średniowieczu krótkich opowiadań przekazujących nauki moralne (exemplum). Autorstwo tłumaczenia nie jest pewne. Być może tłumaczem był Jan z Koszyczek, który zredagował tom. W tłumaczeniu znalazło się 40 przykładów, w tym grecki romans z II-III wieku pt. Historyja o Apollonijuszu krolu Tyrskim a Tarsyjej krolewnie, znany w Polsce również z innego przekładu. Opowiadana oparte są zwykle na motywach zaczerpniętych ze starożytności, które zostały przetworzone i rozbudowane w średniowieczu.
Każdy przykład dodatkowo zawiera „wykłady obyczajne” (moralisationes), przeznaczone nie tylko do lektury, ale i dla kaznodziejów, które zaczynają się od zwrotu do czytelników lub słuchaczy: „Namilejszy bracia”. Wykłady te objaśniają znaczenia i przekazy moralne płynące z opowiadania. Zwykle ukazują, że występek jest karany, zaś cnota nagradzana.